# Quận Cattaraugus, New York
Quận Cattaraugus (tiếng Anh: Cattaraugus County) là một quận trong tiểu bang New York, Hoa Kỳ. Quận lỵ là thành phố Little Valley6. Theo điều tra dân số năm 2000 của Cục điều tra dân số Hoa Kỳ, quận này có dân số 83.955 người 2.

## Địa lý
Theo Cục điều tra dân số Hoa Kỳ, quận có tổng diện tích 3395 km², trong đó có 31 km2 là diện tích mặt nước.